# Dipodium campanulatum
Dipodium campanulatum är en orkidéart som beskrevs av David Lloyd Jones. Dipodium campanulatum ingår i släktet Dipodium och familjen orkidéer.
Artens utbredningsområde är Sydaustralien. Inga underarter finns listade i Catalogue of Life.